# Strade consolari
Le strade consolari sono le vie di comunicazione dell'antica Roma fatte costruire per volere dei consoli, sia per scopi militari che per ragioni economiche.
Le principali strade consolari in Italia sono dodici: Appia, Aurelia, Cassia, Flaminia, Salaria, Tiburtina, Casilina, Emilia, Postumia, Popilia, Nomentana e Prenestina. Esse furono costruite dagli antichi romani per trasportare merci o per favorire il passaggio di carovane e soldati. Il loro tracciato con i secoli ha subìto diverse modifiche, in genere prolungamenti.
Ad oggi, alcune di esse sono strade statali o regionali, mentre altre conservano il loro antico manto in pietra e non sono più utilizzate.

## Strade consolari principali italiane

### Strade consolari principali di Roma

Le principali strade romane consolari in Italia

Le strade consolari principali, ad oggi le più conosciute, prendono il nome dal console che ne ha voluto l'edificazione o dal loro scopo.
Molte di esse partono dalla zona del Tempio di Saturno di Roma, dove nel 20 a.C. Cesare Augusto fece erigere una colonna in marmo rivestita di bronzo dorato, il cosiddetto Miliario aureo, che rappresentava il miglio zero.
In ordine alfabetico:
- Via Appia: da Roma a Capua (successivamente fino a Benevento e poi Brindisi)
- Via Aurelia: da Roma a Luni
- Via Cassia: da Roma a Massa
- Via Flaminia: da Roma a Rimini
- Via Salaria: da Roma a Martinsicuro
- Via Tiburtina: da Roma a Pescara[2]

### Altre strade consolari principali
- Via Aemilia: da Rimini a Piacenza
- Via Clodia: da Roma a Grosseto
- Via Latina: da Roma a Casilinum (dove si raccordava con l'Appia fino a Capua)
- Via Minucia (poi Via Traiana): da Benevento a Brindisi
- Via Popilia: da Capua a Reggio Calabria
- Via Postumia: da Genova ad Aquileia

## Strade consolari secondarie

### Strade consolari secondarie di Roma
- Via Ardeatina: da Roma ad Ardea
- Via Asinaria: da Roma a Villa dei Quintili
- Via Campana: da Roma a Ponte Galeria
- Via Collatina: da Roma a Lunghezza
- Via Cornelia: da Roma a Cerveteri
- Via Labicana: da Roma a Labicum
- Via Laurentina: da Roma a Tor San Lorenzo
- Via Nomentana: da Roma a Monterotondo
- Via Ostiense: da Roma a Ostia
- Via Portuense: da Roma a Fiumicino
- Via Prenestina: da Roma a Palestrina
- Via Trionfale: da Roma a Formello
- Via Tuscolana: da Roma a Frascati

### Altre strade consolari secondarie
- Via Aemilia in Hirpinis: dalla valle dell'Ufita ad Aequum Tuticum, con probabile proseguimento verso l'Apulia
- Via Aguntum-Vipitenum: da Dölsach a Vipiteno
- Via Annia: da Adria ad Aquileia
- Via Antica consolare Campana: da Capua antica a Pozzuoli
- Via Appia Popilia: da Reggio Calabria a Taranto[3]
- Via Ariminensis: da Arezzo a Rimini attraversando la Valtiberina (Anghiari) e la Valmarecchia (Badia Tedalda e Verucchio)
- Via Augusta Sallentina: da Taranto a Otranto
- Via Aurelia Aeclanensis: da Aeclanum a Herdonia
- Via Bibulca: da Modena a Lucca inserita nel sistema della Via Claudia Augusta
- Via Brixiana: da Cremona a Brescia
- Via Cassiola: da Santa Maria in Strada a Porretta passando per Castel Serravalle[4]
- Strada delle cento miglia: da Parma a Lucca
- Via Claudia Augusta Altinate: da Altino a Trento
- Via Claudia Augusta: da Ostiglia a Mertingen
- Via Clodia Nova: da Lucca a Luni attraverso la Garfagnana[5][6]
- Via Cozia: da Torino a Gap attraverso Susa e il Colle del Monginevro
- Via Curia: da Rieti a Terni
- Via Domizia o Via Domiziana: da Torino a Gap
- Via Domiziana: da Napoli a Pozzuoli
- Via Emilia Altinate: da Padova a Bologna[7]
- Via Emilia Scauri: da La Spezia a Parma
- Via Faventina: da Faenza a Firenze[8]
- Via Fidenae-Tusculum: da Fidene a Frascati[9]
- Via Flaminia militare: da Bologna a Arezzo attraverso il passo della Futa
- Via Flavia: da Prosecco a Pola passando per Trieste
- Via Fulvia: da Tortona a Torino
- Via Gallica: da Torino a Mestre
- Via Gemina: da Aquileia a Belgrado passando per Lubiana
- Via Herculia: da Aufidena ad Aequum Tuticum con proseguimento verso la Lucania (la destinazione finale è ignota)
- Via Iulia Augusta: da Aquileia al Norico
- Via Julia Augusta: da Piacenza ad Arles
- Via Mediolanum-Bellasium: da Milano a Bellagio
- Via Mediolanum-Bilitio: da Milano a Lugano passando da Varese
- Via Mediolanum-Brixia: da Milano a Brescia passando da Cassano d'Adda.
- Via Minucia: da Benevento a Brindisi secondo un percorso poi parzialmente ricalcato dalla Via Traiana
- Via Opitergium-Tridentum: da Oderzo a Trento.
- Via Pistoiese: da Firenze a La Lima passando per il Passo di Monte Oppio
- Via Popilia: da Rimini ad Adria
- Via Popilia-Annia: da Rimini ad Aquileia
- Via Postumia: da Genova ad Aquileia
- Via Quinctia: da Fiesole a Pisa
- Via Regina: da Cremona a Como passando da Milano
- Via Sarsinate: da Sarsina a Rimini[10][11]
- Via Satricana: da Roma a Satrico[12]
- Via Spluga: da Milano a Lindau
- Via Sublacense: dalla via Valeria a Subiaco[13][14][15]
- Via Traiana: da Benevento a Brindisi
- Via Ungaresca: da Treviso a Pordenone
- Via Valeria: da Messina a Marsala

## Strade consolari fuori dai confini dell'Italia moderna
- Via Domizia: da Susa a Narbona
- Via Egnazia: da Durazzo a Bisanzio
- Via Militaris: da Belgrado a Istanbul
- Via Aquitania: da Burdigala a Colonia Narbo Martius
- Via Agrippa: da Arles a Colonia
- Via Augusta: da Cadice a Narbona
- Via Maris: da Il Cairo a Damasco
- Via Regia: da Il Cairo a Resafa
- Via Hadriana: da Antinopoli a Berenice
- Strata Diocletiana: da Sura a Bostra
- Via Traiana Nova: da Aelana (odierne Eilat e Aqaba) a Bostra